# Diary (SEKAI NO OWARIの曲)
「Diary」（ダイアリー）は、日本のバンド・SEKAI NO OWARIの楽曲。メジャー15作目、通算17作目のCDシングルとして2022年2月9日にリリースされた。

## 概要
前作『silent』以来約1年2か月ぶり、Virgin Music移籍後3枚目のCDシングル。
王道的なバラードであり、Saori曰く「初めて真正面からラブソングを作った」楽曲である。2021年12月14日にNetflixで全世界同時独占配信された『未来日記』の主題歌に使用された。楽曲は同番組の配信開始と同時に先行配信リリースされた。
楽曲のジャケットは、古びた本の装丁にひまわりが描かれたものとなっている。
2021年11月27日にSEKAI NO OWARIが担当しているラジオ番組「SEKAI NO OWARI “The House”」にて初オンエアされた。

### リリース
ジャケットが異なる初回限定盤A、初回限定盤B、通常盤の3形態で発売。初回限定盤AのDVDには楽曲のミュージック・ビデオのメイキング映像が、初回限定盤BのDVDには音楽制作の過程を追ったドキュメンタリー映像「Holiday Session#3」が収録されている。

## ミュージック・ビデオ
オフィシャル・ミュージック・ビデオは2021年12月20日にYouTubeにてプレミア公開された。映像は田辺桃子と佐久間祥朗が演じる恋人たちのストーリーとSEKAI NO OWARIによるダンスホールでの演奏シーンで構成され、監督は池田大が担当した。
2022年1月18日「未来日記」最終回放送の前日である1月17日には、楽曲と「未来日記」のコラボミュージック・ビデオも公開された。主人公2人の心情にシンクロした、ノスタルジックな世界観の特別映像となっている。
楽曲のミュージック・ビデオとそのメイキング映像はCDシングル初回限定盤Aの特典DVDに収録されている。

## 収録曲
CDにはシングル表題曲「Diary」の他、前アルバム「scent of memory」の封入特典として抽選で100名が参加できたオンライン謎解きで、クリアすると聴くことができたデモ楽曲の完成版「エンドロール」、前年にぴあアリーナMMで行われたツアー『BLUE PLANET ORCHESTRA』から「silent」のライブ音源が収録された。
| #         | タイトル                                      | 作詞      | 作曲             | 編曲           |                         | 時間 |
| --------- | --------------------------------------------- | --------- | ---------------- | -------------- | ----------------------- | ---- |
| 1.        | 「Diary」                                     | Saori     | Saori & Nakajin  | SEKAI NO OWARI | 木管楽器編曲 : 川口大輔 | 4:04 |
| 2.        | 「エンドロール」                              | Fukase    | Nakajin          | SEKAI NO OWARI |                         | 2:59 |
| 3.        | 「silent（Live at PIA ARENA MM 2021.11.21）」 | Fukase    | Fukase & Nakajin | SEKAI NO OWARI |                         |      |
| 合計時間: | 合計時間:                                     | 合計時間: | 合計時間:        | 合計時間:      | 合計時間:               | 7:03 |

## タイアップ
| 曲順 | 曲名  | タイアップ                |
| ---- | ----- | ------------------------- |
| #1   | Diary | Netflix『未来日記』主題歌 |

## テレビ披露
| 出演日 | 出演日   | 番組名                                      | 放送局  | 演奏曲 | 出典  |
| 年     | 月日     | 番組名                                      | 放送局  | 演奏曲 | 出典  |
| ------ | -------- | ------------------------------------------- | ------- | ------ | ----- |
| 2021年 | 12月21日 | CDTVライブ!ライブ!クリスマス4時間スペシャル | TBS系列 | silent | [ 7 ] |
| 2021年 | 12月21日 | CDTVライブ!ライブ!クリスマス4時間スペシャル | TBS系列 | Diary  | [ 7 ] |
| 2022年 | 1月31日  | CDTVライブ!ライブ!                          | TBS系列 | Diary  | [ 8 ] |